# Aferos
Aferos is een geslacht van kevers uit de familie van de netschildkevers (Lycidae).
De wetenschappelijke naam van het geslacht werd in 1992 gepubliceerd door Sergey Vasiljevich Kazantsev.
Soorten uit dit geslacht komen voornamelijk voor in Afrika ten zuiden van de Sahara.

## Soorten
- Ondergeslacht Aferos
  - Aferos andrei Kazantsev, 2000
  - Aferos endroedyi Kazantsev, 2005
  - Aferos flavohumeralis Kazantsev, 1992
  - Aferos kraatzi Kazantsev, 1992
  - Aferos leleupi Kazantsev, 2000
  - Aferos londonianus Kazantsev, 2000
  - Aferos natalensis Kazantsev, 2005
  - Aferos obscuricollis Kazantsev, 1992
  - Aferos orientalis Kazantsev, 1992
  - Aferos rubellus Kazantsev, 2005
  - Aferos silvestris Kazantsev, 2005
  - Aferos transvaalensis Kazantsev, 2005
  - Aferos walteri Kazantsev, 2000
  - Aferos youngai Kazantsev, 2005
  - Aferos zambezianus Kazantsev, 1992
- Ondergeslacht Ukachaka
  - Aferos basilewskyi Kazantsev, 2000
  - Aferos dewittei Kazantsev, 2000